# شبكة الإعلام العراقي
شبكة الإعلام العراقي هي مؤسسة إعلامية حكومية رسمية تمثل الخطاب الحكومي وتعكس توجهات الدولة العراقية في المجال الإعلامي، وتُعد الامتداد الحديث لوزارة الإعلام. تضم الشبكة مجموعة من القنوات التلفزيونية، والمحطات الإذاعية، والصحف اليومية، والمجلات الأسبوعية، إضافة إلى وكالة الأنباء العراقية (واع)، وتشكل المنصة الإعلامية الرسمية للحكومة العراقية.

## البدايات والتأسيس
بعد سقوط نظام الرئيس صدام حسين في عام 2003م، بادر عدد من الإعلاميين العراقيين إلى إعادة تشغيل المحطات والمواقع التابعة لوزارة الإعلام السابقة، التي كانت قد أُلغيت. جاء هذا التحرك بدعم من سلطة الائتلاف المؤقتة من خلال شركة "SAIC" الأمريكية، التي قامت باختيار أحد الاستوديوهات المتاحة في قصر المؤتمرات ببغداد لاستخدامه في الإنتاج التلفزيوني، كما اختيرت محطة الصالحية لتكون مركزًا للبث الأرضي في العاصمة بغداد. أما في المحافظات، فقد أُعيد تشغيل البث بجهود ذاتية محلية، من خلال برامج بسيطة وإمكانات محدودة.
وينص قانون شبكة الاعلام العراقي رقم ( 26) لسنة 2015 على استقلال الشبكة عن السلطات التنفيذية والتشريعية والقضائية، ويمنع أي جهة حكومية من التدخل في سياساتها التحريرية. يتم تمويل الشبكة من موازنة الدولة، إلى جانب إيراداتها الخاصة من الإعلانات والبرامج التجارية.
وكانت الشبكة عند تأسيسها تدار من قبل شركة هارس الأمريكية وقد تعاقب على رئاستها بعض الشخصيات حبيب محمد هادي وحسن الموسوي وعبد الكريم السوداني ومحمد عبد الجبار الشبوط.

## انطلاق البث
- في عام 2003، بدأ البث الإذاعي عبر الموجة المتوسطة من موقع بسيط يحتوي على استوديو واحد.[5]
- في العام نفسه، تم إطلاق البث الإذاعي عبر موجة (اف ام) من موقع صغير في متنزه الزوراء وسط بغداد.[5]
- كما بدأ البث التلفزيوني من خلال استوديو واحد فقط، ليكون الانطلاقة الرسمية لتلفزيون العراقية.[5]

ومن القنوات التلفازية التابعة لشبكة الإعلام العراقي هي قناة العراقية العامة والقناة العراقية الإخبارية وقناة العراقية الرياضية وقناة العراقية التربوية وقناة العراقية التركمانية وقناة العراقية الكردية وقناة العراقية السريانية وفنون العراقية التي أطلقت في فبراير 2019 كما وتتبع لشبكة الإعلام العراقي عدد من الإذاعات منها إذاعة جمهورية العراق وإذاعة القران الكريم وإذاعة شهرزاد وراديو العراقية وإذاعات أخرى.

## تلفزيون العراقية
يُعد "تلفزيون العراقية" من أبرز تشكيلات شبكة الإعلام العراقي، وقد بدأت هيكلته الإدارية بخمسة عشر قسمًا تولّت إنتاج مجموعة متنوعة من البرامج التي تمزج بين الترفيه والإعلام الجاد. تضمنت برامجه:
- 17 برنامجًا منوعًا
- 4 برامج رياضية
- 4 برامج ثقافية
- 3 برامج دينية
- 4 برامج تنموية
- 11 برنامجًا سياسيًا مباشرًا، بالإضافة إلى 6 برامج حوارية

كما تم إنشاء دائرة خاصة بالإنتاج الدرامي، نفذت عددًا من الأعمال الدرامية التي عُرضت على شاشة العراقية.

## العراقية الرياضية
تأسست قناة العراقية الرياضية في 12 يونيو 2005، وبدأت بالبث الأرضي في محافظات بغداد، كربلاء، البصرة، والناصرية. انتقلت لاحقًا للبث عبر القمر الصناعي "نايل سات"، وبلغت ساعات بثها اليومية 20 ساعة، تبدأ من التاسعة صباحًا وحتى الثانية بعد منتصف الليل. وتميزت القناة بقدرتها الإنتاجية، حيث تبث حاليًا أكثر من 34 برنامجًا رياضيًا متنوعًا بين اليومي والأسبوعي.

## إذاعة جمهورية العراق
تُعد من أقدم مؤسسات البث الإذاعي في العراق، حيث تأسست عام 1936 وكانت تبث لثلاث ساعات يوميًا، بطاقم لا يتجاوز خمسة موظفين. بعد عام 2003، أُعيد إطلاق البث من موقع بديل في أحد منتزهات بغداد بسبب تعرض مبنى الإذاعة السابق للتدمير خلال العمليات العسكرية. جرى في ما بعد ترميم الموقع وتحديث الاستوديوهات، وبدأ البث على موجات الـ(اف ام) وكذلك عبر الأقمار الصناعية: نايل سات، عرب سات، هوت بيرد، هسباسات، وانتل سات 5، ليصل إلى المستمعين في الوطن العربي وأوروبا والأمريكيتين.

## إذاعة القرآن الكريم
بدأت إذاعة القرآن الكريم بثها في أغسطس 2006، وكانت تبث في بداياتها ست ساعات يوميًا، لتتطور لاحقًا إلى 18 ساعة، ثم إلى 24 ساعة يوميًا عبر موجة (اف ام ) التي تغطي مناطق الوسط والجنوب. كما يُبث إرسالها عبر الأقمار الصناعية (نايل سات، عرب سات، هوت بيرد ). تضم الإذاعة أكثر من 21 برنامجًا مباشرًا، تركز على تفسير القرآن الكريم والتوجيه الديني والاجتماعي. كما تنتج تلاوات قرآنية وأدعية دينية، ولديها قسم درامي أنجز مسلسلات دينية مثل: وليد الكعبة والشيخ عبد القادر الكيلاني، وتستضيف شخصيات دينية واجتماعية بشكل أسبوعي.

## مجلة الشبكة العراقية
مجلة الشبكة العراقية هي مجلة نصف شهرية تصدر عن شبكة الإعلام العراقي، وتلتزم بسياستها الإعلامية وخطها الوطني. تتبع المجلة مبدأ الحياد التام تجاه الأحزاب والكيانات السياسية، وتتبنى خطابًا وطنيًا يعزز مفاهيم المواطنة والديمقراطية والتعايش السلمي.
شهدت المجلة تطورًا ملحوظًا في عدد صفحاتها، حيث بدأت بـ68 صفحة في عددها الأول، لتتجاوز لاحقًا 100 صفحة، مع تنوع في أبوابها ومحتواها الثقافي والإعلامي والاجتماعي.

## مجلس امناء شبكة الإعلام العراقي
مجلس الأمناء في شبكة الإعلام العراقي هو الهيئة المسؤولة عن وضع السياسات العامة والإشراف على عمل الشبكة لضمان استقلاليتها، مع الحفاظ على حياديتها وموضوعيتها في تقديم المحتوى الإعلامي. يهدف المجلس إلى تعزيز قيم النزاهة والمصداقية والشفافية، ويضمن التزام الشبكة بالمبادئ العالمية للبث العام. يتكون المجلس من تسعة أعضاء غير تنفيذيين، بينهم ثلث النساء، ويتم اختيارهم وفقًا لآلية قانونية شفافة. مدة العضوية في المجلس هي أربع سنوات قابلة للتجديد مرة واحدة. يترأس المجلس رئيس شبكة الاعلام العراقي الذي يتولى تنفيذ السياسات المعتمدة ويشرف على الأنشطة المهنية والإدارية داخل الشبكة. كما يتمتع المجلس بسلطة رسم السياسات المالية والإعلامية وتحديد موجهات العمل في الشبكة بما يتناسب مع احتياجات المجتمع العراقي ومتطلبات الإعلام الوطني.

## رئيس شبكة الإعلام العراقي
يتولى رئاسة شبكة الإعلام العراقي رئيسٌ يُعين بقرار من مجلس الوزراء، ويتمتع بصلاحيات تعادل صلاحيات الوزير، ويُشرف على إدارة الشبكة وتوجيه سياساتها العامة بما ينسجم مع مهامها الإعلامية الرسمية.

## قانون التعديل الأول لقانون شبكة الإعلام العراقي
قانون رقم (63) لسنة 2017 هو تعديل تشريعي أقرّه مجلس النواب العراقي على قانون شبكة الإعلام العراقي رقم (26) لسنة 2015، وجاء استجابةً لقرار المحكمة الاتحادية العليا القاضي بعدم دستورية عدد من مواده. يهدف التعديل إلى تنظيم عمل الشبكة من الناحية الإدارية والمالية، وضمان استقلاليتها وتنوع تمثيلها.
من أبرز ما جاء في التعديل:
- إعادة تشكيل بنية الشبكة لتشمل مجلس الأمناء، ورئيس الشبكة، والتشكيلات المعتمدة رسميًا.
- تحديد عدد أعضاء مجلس الأمناء بستة أعضاء غير تنفيذيين، مع ضمان تمثيل نسائي لا يقل عن الثلث.
- تنظيم آلية التعيين، والرواتب، والمخصصات، واستحداث الدرجات الوظيفية.
- اعتماد قوانين الخدمة المدنية العامة للعاملين في الشبكة.
- التأكيد على استقلال الشبكة عن مراجعة الأداء من قبل هيئة الإعلام والاتصالات.

صدر القانون في عام 2017 لسد الفراغ التشريعي الذي ترتب على الحكم القضائي، وتنظيم عمل الشبكة وفق الأطر الدستورية.

## الصحافة والإعلام
حسب إحصاءات 2004 يوجد في العراق حوالي 80 محطة اذاعية و21 محطة تلفزيونية وحسب تقديرات عام 1997 يوجد في العراق 4.85 مليون جهاز راديو و 1.75 مليون جهاز تلفاز. قبل تحرير العراق 2003 كانت مؤسسة الإذاعة والتلفزيون العراقية تسيطر على البث الأذاعي والتلفزيوني في العراق وكان الإعلام العراقي موجها مركزيا من قبل حكومة نظام البعث. بعد تحرير العراق 2003 تم حل مؤسسة الإذاعة والتلفزيون العراقية وتم تشكيل هيئة الإعلام والاتصالات العراقية وفي عام 2004 تشكلت شبكة الإعلام العراقي التي تشرف على معظم وسائل الإعلام التابعة للحكومة العراقية ومن أهمها تلفزيون «العراقية» وجريدة الصباح.

## رؤساء المحطة
| اسم الرئيس             | من   | إلى  |
| ---------------------- | ---- | ---- |
| محمد عبد الجبار الشبوط | 2006 | 2014 |
| علي الشلاه             | 2014 | 2017 |
| مجاهد أبو الهيل        | 2017 | 2019 |
| فضل فرج الله           | 2019 | 2020 |
| نبيل جاسم              | 2020 | 2020 |
| كريم حمادي             | 2020 | 2020 |
| نبيل جاسم              | 2020 | 2024 |
| كريم حمادي             | 2024 |      |

### الإعلام المرئي
حصلت نقلة نوعية وكمية في وسائل الإعلام العراقية بعد سقوط نظام صدام عام 2003م فبعد أن كان الإعلام التلفزيوني في عهد الدكتاتورية متوفر في قناتان أرضية وواحدة فضائية حيث كانت أجهزة استقبال القنوات الفضائية ممنوعة في العراق إلّا أنه بعد عام 2003م شهد العراق إطلاق العديد من القنوات الفضائية والأرضية ذات التوجهات المختلفة سياسيا ودينيا وبلغ أكثر من 80 قناة.

### الإعلام المسموع والمقروء
إضافة إلى تطور الإعلام المرئي فقد تطور كذلك الإعلام المسموع بإنشاء العديد من المحطات الإذاعية الحكومية والخاصة على الموجات المتعددة والإنترنت وقد تجاوز عدد محطات الراديو الـ 52 محطة اذاعية، كذلك فقد شمل التطور الإعلام المقروء متمثلا بوجه خاص في دور الصحف وعددها حيث يبلغ عدد الصحف اليومية الصادرة في بغداد وحدها ما يزيد عن الـ 150 صحيفة بالإضافة إلى عدد مماثل في بقية المحافظات.

## أعضاء مجلس الامناء في شبكة الاعلام العراقي
1- جعفر الونان - رئيسا
2- محمد سلام القيسي -
3- علاء هادي الحطاب
4- عبد الحكيم جاسم 
5-مارلين عويش هرمز ساوا 